# Torneo de las Cinco Naciones 1980
El Torneo de las Cinco Naciones de 1980 fue la 86° edición del principal Torneo del hemisferio norte de rugby.
El campeón del torneo fue la selección de Inglaterra.

## Clasificación
| Lugar | Selección  | Partidos | Partidos | Partidos  | Partidos | Puntos  | Puntos    | Puntos | Tabla de puntos |
| Lugar | Selección  | Jugados  | Ganados  | Empatados | Perdidos | A favor | En contra | dif.   | Tabla de puntos |
| ----- | ---------- | -------- | -------- | --------- | -------- | ------- | --------- | ------ | --------------- |
| 1     | Inglaterra | 4        | 4        | 0         | 0        | 80      | 48        | +32    | 8               |
| 2     | Irlanda    | 4        | 2        | 0         | 2        | 70      | 65        | +5     | 4               |
| 3     | Gales      | 4        | 2        | 0         | 2        | 50      | 45        | +5     | 4               |
| 4     | Francia    | 4        | 1        | 0         | 3        | 55      | 75        | -20    | 2               |
| 5     | Escocia    | 4        | 1        | 0         | 3        | 61      | 83        | -22    | 2               |

## Resultados
| 19 de enero | Gales | 18 - 9 | Francia | Cardiff Arms Park, Cardiff |  |

| 19 de enero | Inglaterra | 24 - 9 | Irlanda | Twickenham Stadium, Londres |  |

| 2 de febrero | Irlanda | 22 - 15 | Escocia | Lansdowne Road, Dublín |  |

| 2 de febrero | Francia | 13 - 17 | Inglaterra | Parc des Princes, París |  |

| 16 de febrero | Inglaterra | 9 - 8 | Gales | Twickenham Stadium, Londres |  |

| 16 de febrero | Escocia | 22 - 14 | Francia | Estadio Murrayfield, Edimburgo |  |

| 1 de marzo | Gales | 17 - 6 | Escocia | Cardiff Arms Park, Cardiff |  |

| 1 de marzo | Francia | 19 - 18 | Irlanda | Parc des Princes, París |  |

| 15 de marzo | Escocia | 18 - 30 | Inglaterra | Estadio Murrayfield, Edimburgo |  |

| 15 de marzo | Irlanda | 21 - 7 | Gales | Lansdowne Road, Dublín |  |

## Premios especiales
- Grand Slam:  Inglaterra
- Triple Corona:  Inglaterra
- Copa Calcuta:  Inglaterra